# آرنو دو پایفونتی
آرنو دو پایفونتی (انگلیسی: Arnaud de Puyfontaine؛ زادهٔ ۲۶ آوریل ۱۹۶۴) کارآفرین، روزنامه‌نگار و مدیر ارشد اجرایی فرانسوی است، که اکنون به‌عنوان مدیر عامل اجرایی شرکت ویوندی فعالیت می‌نماید.